# Vukašin Brajić
Vukašin Brajić (født 9. februar 1984) er en bosnisk pop- og rocksanger.

## Eurovision Song Contest 2010
Brajić repræsenterede Bosnien-Hercegovina ved Eurovision Song Contest 2010 i Oslo med sangen "Thunder and lighntning".